# 多布爾納市鎮

多布爾納市鎮，是斯洛文尼亞東北部的一個市镇，行政中心为多布爾納。傳統上屬於下施蒂利亞地區，面積32平方公里，2002年人口2,083，人口密度每平方公里66人。